# Grammy Awards 2006
Am 8. Februar 2006 wurde bei den Grammy Awards 2006 im Staples Center von Los Angeles zum 48. Mal der wichtigste US-amerikanische Musikpreis vergeben. Die großen Gewinner des Abends waren U2 mit fünf Auszeichnungen und Kelly Clarkson, die zwei Grammys gewann, aber die mit acht Grammys favorisierte Mariah Carey in der wichtigen Kategorie „Beste Popsängerin“ schlug. Mariah Carey konnte allerdings im R&B-Bereich drei Grammys mit nach Hause nehmen. Weitere Gewinner mit drei Grammys waren Kanye West und Newcomer John Legend. Die Gruppe Cream, die sich 2005 für ein gemeinsames Konzert in der Royal Albert Hall wiedervereinigt hatte, erhielt den Grammy für ihr Lebenswerk. Der deutsche Bassbariton Thomas Quasthoff erhielt mit seinem diesjährigen Grammy bereits seine dritte Trophäe in der Klassik-Sparte.
Eröffnet wurde die Show durch einen gemeinsamen Auftritt von Madonna, De La Soul und den Gorillaz, die mittels einer CGI-Animation dargestellt wurden. Weitere musikalische Highlights waren Auftritte von Coldplay, Bruce Springsteen, Mariah Carey, Kelly Clarkson, Sly Stone und Paul McCartney. Eine musikalische Hommage gab es an die Stadt New Orleans und es wurde der Opfer des Hurrikans Katrina gedacht.
Bei dieser Verleihung gab es 108 Grammy-Kategorien in 32 Feldern sowie sieben Ehren-Grammys für das Lebenswerk:

## Hauptkategorien
Single des Jahres (Record of the Year):
- Boulevard of Broken Dreams von Green Day
- nominiert waren außerdem:
  - We Belong Together von Mariah Carey
  - Feel Good Inc. von den Gorillaz featuring De La Soul
  - Hollaback Girl von Gwen Stefani
  - Gold Digger von Kanye West

Album des Jahres (Album of the Year):
- How To Dismantle An Atomic Bomb von U2
- nominiert waren außerdem:
  - The Emancipation of Mimi von Mariah Carey
  - Chaos and Creation in the Backyard von Paul McCartney
  - Love. Angel. Music. Baby. von Gwen Stefani
  - Late Registration von Kanye West

Song des Jahres (Song of the Year):
- „Sometimes You Can't Make It On Your Own“ von U2
- nominiert waren außerdem:
  - „Bless The Broken Road“ von den Rascal Flatts
  - „Devils & Dust“ von Bruce Springsteen
  - „Ordinary People“ von John Legend
  - „We Belong Together“ von Mariah Carey

Bester neuer Künstler (Best New Artist):
- John Legend
- nominiert waren außerdem:
  - Ciara
  - Fall Out Boy
  - Keane
  - Sugarland

## Arbeit hinter dem Mischpult
Produzent des Jahres (Producer Of The Year):
- Steve Lillywhite (How To Dismantle An Atomic Bomb von U2, Mr. A-Z von Jason Mraz)

Beste Abmischung eines Albums (Best Engineered Album):
- Back Home von Eric Clapton (Techniker: Alan Douglas, Mick Guzauski)

Beste Remix-Aufnahme (Best Remixed Recording):
- „Superfly (Louie Vega EOL Mix)“ von Curtis Mayfield (Remixer: Louie Vega)

## Pop
Beste weibliche Gesangsdarbietung – Pop (Best Female Pop Vocal Performance):
- „Since U Been Gone“ von Kelly Clarkson
- nominiert waren außerdem:
  - „It’s Like That“ von Mariah Carey
  - „Good Is Good“ von Sheryl Crow
  - „I Will Not Be Broken“ von Bonnie Raitt
  - „Hollaback Girl“ von Gwen Stefani

Beste männliche Gesangsdarbietung – Pop (Best Male Pop Vocal Performance):
- „From The Bottom Of My Heart“ von Stevie Wonder
- nominiert waren außerdem:
  - „Sitting, Waiting, Wishing“ von Jack Johnson
  - „Fine Line“ von Paul McCartney
  - „Walk On By“ von Seal
  - „Lonely No More“ von Rob Thomas

Beste Darbietung eines Duos oder einer Gruppe mit Gesang – Pop (Best Pop Performance By A Duo Or Group With Vocals):
- „This Love“ von Maroon 5
- nominiert waren außerdem:
  - „Don’t Lie“ von den Black Eyed Peas
  - „Mr. Brightside“ von den Killers
  - „More Than Love“ von Los Lonely Boys
  - „My Doorbell“ von den White Stripes

Beste Zusammenarbeit mit Gesang – Pop (Best Pop Collaboration With Vocals):
- „Feel Good Inc.“ von den Gorillaz featuring De La Soul
- nominiert waren außerdem:
  - „Gone Going“ von den Black Eyed Peas & Jack Johnson
  - „Virginia Moon“ von den Foo Fighters featuring Norah Jones
  - „A Song For You“ von Herbie Hancock featuring Christina Aguilera
  - „A Time To Love“ von Stevie Wonder featuring India.Arie

Beste Instrumentaldarbietung – Pop (Best Pop Instrumental Performance):
- „Caravan“ von Les Paul
- nominiert waren außerdem:
  - „In Our Time“ von Burt Bacharach & Chris Botti
  - „T-Jam“ von George Duke
  - „Gelo Na Montanha“ von Herbie Hancock featuring Trey Anastasio
  - „Agave“ von Daniel Lanois

Bestes Instrumentalalbum – Pop (Best Pop Instrumental Album):
- At This Time von Burt Bacharach
- nominiert waren außerdem:
  - Bloom von Eric Johnson
  - Naked Guitar von Earl Klugh
  - Belladonna von Daniel Lanois
  - Flipside von Jeff Lorber

Bestes Gesangsalbum – Pop (Best Pop Vocal Album):
- Breakaway von Kelly Clarkson
- nominiert waren außerdem:
  - Extraordinary Machine von Fiona Apple
  - Wildflower von Sheryl Crow
  - Chaos And Creation In The Backyard von Paul McCartney
  - Love. Angel. Music. Baby. von Gwen Stefani

## Dance
Beste Dance-Aufnahme (Best Dance Recording):
- „Galvanize“ von den Chemical Brothers featuring Q-Tip (Produzenten: Chemical Brothers; Mix: Steve Dub)
- nominiert waren außerdem:
  - „Say Hello“ von Deep Dish (Produzenten: Ali 'Dubfire' Shirazinia, Sharam Tyebi; Mix: Deep Dish, Matt Nordstrom)
  - „Wonderful Night“ von Fatboy Slim & Lateef (Produzent: Fatboy Slim; Mix: Simon Thornton)
  - „Daft Punk Is Playing At My House“ von LCD Soundsystem (Produzenten: The DFA; Mix: The DFA, Andy Wallace)
  - „I Believe In You“ von Kylie Minogue (Produzenten: Babydaddy, Jake Shears; Mix: Jeremy Wheatly)
  - „Guilt Is A Useless Emotion“ von New Order (Produzenten und Mix: New Order, Stuart Price)

Bestes Electronic-/Dance-Album (Best Electronic/Dance Album):
- Push The Button von den Chemical Brothers
- nominiert waren außerdem:
  - Human After All von Daft Punk
  - Palookaville von Fatboy Slim
  - Minimum-Maximum von Kraftwerk
  - LCD Soundsystem von LCD Soundsystem

## Traditioneller Pop
Bestes Gesangsalbum – Traditioneller Pop (Best Traditional Pop Vocal Album):
- The Art Of Romance von Tony Bennett
- nominiert waren außerdem:
  - It's Time von Michael Bublé
  - Isn't It Romantic von Johnny Mathis
  - Moonlight Serenade von Carly Simon
  - Thanks For The Memory ... The Great American Songbook Volume IV von Rod Stewart

## Rock
Beste Solo-Gesangsdarbietung – Rock (Best Solo Rock Vocal Performance):
- „Devils & Dust“ von Bruce Springsteen
- nominiert waren außerdem:
  - „Revolution“ von Eric Clapton
  - „Shine It All Around“ von Robert Plant
  - „This Is How A Heart Breaks“ von Rob Thomas
  - „The Painter“ von Neil Young

Beste Darbietung eines Duos oder einer Gruppe mit Gesang – Rock (Best Rock Performance By A Duo Or Group With Vocals):
- „Sometimes You Can't Make It On Your Own“ von U2
- nominiert waren außerdem:
  - „Speed Of Sound“ von Coldplay
  - „Best of You“ von den Foo Fighters
  - „Do You Want To“ von Franz Ferdinand
  - „All These Things That I've Done“ von den Killers

Beste Hard-Rock-Darbietung (Best Hard Rock Performance):
- „B.Y.O.B.“ von System of a Down
- nominiert waren außerdem:
  - „Doesn't Remind Me“ von Audioslave
  - „The Hand That Feeds“ von den Nine Inch Nails
  - „Tin Pan Valley“ von Robert Plant
  - „Little Sister“ von den Queens of the Stone Age

Beste Metal-Darbietung (Best Metal Performance):
- „Before I Forget“ von Slipknot
- nominiert waren außerdem:
  - „The Great Satan“ von Ministry
  - „Determined“ von Mudvayne
  - „Mein Teil“ von Rammstein
  - „What Drives The Weak“ von Shadows Fall

Beste Darbietung eines Rockinstrumentals (Best Rock Instrumental Performance):
- „69 Freedom Special“ von Les Paul & Friends
- nominiert waren außerdem:
  - „Beat Box Guitar“ von Adrian Belew
  - „Birds Of Prey“ von Stewart Copeland
  - „Mercy“ von Joe Perry
  - „Lotus Feet“ von Steve Vai

Bester Rocksong (Best Rock Song):
- „City Of Blinding Lights“ von U2
- nominiert waren außerdem:
  - „Best Of You“ von den Foo Fighters
  - „Beverly Hills“ von Weezer (Autor: Rivers Cuomo)
  - „Devils & Dust“ von Bruce Springsteen
  - „Speed Of Sound“ von Coldplay (Autoren: Guy Berryman, Jon Buckland, Will Champion, Chris Martin)

Bestes Rock-Album (Best Rock Album):
- How To Dismantle An Atomic Bomb von U2
- nominiert waren außerdem:
  - X & Y von Coldplay
  - In Your Honor von den Foo Fighters
  - A Bigger Bang von den Rolling Stones
  - Prairie Wind von Neil Young

## Alternative
Bestes Alternative-Album (Best Alternative Music Album):
- Get Behind Me Satan von den White Stripes
- nominiert waren außerdem:
  - Funeral von Arcade Fire
  - Guero von Beck
  - Plans von Death Cab for Cutie
  - You Could Have It So Much Better von Franz Ferdinand

## Rhythm & Blues
Beste weibliche Gesangsdarbietung – R&B (Best Female R&B Vocal Performance):
- We Belong Together von Mariah Carey
- nominiert waren außerdem:
  - 1 Thing von Amerie
  - Wishing On A Star von Beyoncé
  - Free Yourself von Fantasia
  - Unbreakable von Alicia Keys

Beste männliche Gesangsdarbietung – R&B (Best Male R&B Vocal Performance):
- „Ordinary People“ von John Legend
- nominiert waren außerdem:
  - „Creepin’“ von Jamie Foxx
  - „Let Me Love You“ von Mario
  - „Superstar“ von Usher
  - „So What The Fuss“ von Stevie Wonder

Beste Darbietung eines Duos oder einer Gruppe mit Gesang – R&B (Best R&B Performance By A Duo Or Group With Vocals):
- „So Amazing“ von Beyoncé & Stevie Wonder
- nominiert waren außerdem:
  - „Cater 2 U“ von Destiny’s Child
  - „If This World Were Mine“ von Alicia Keys featuring Jermaine Paul
  - „So High“ von John Legend featuring Lauryn Hill
  - „How Will I Know“ von Stevie Wonder featuring Aisha Morris

Beste Gesangsdarbietung – Traditioneller R&B (Best Traditional R&B Vocal Performance):
- „A House Is Not A Home“ von Aretha Franklin
- nominiert waren außerdem:
  - „Mine Again“ von Mariah Carey
  - „Summertime“ von Fantasia
  - „If I Was Your Woman“ von Alicia Keys
  - „Stay With You“ von John Legend

Beste Urban-/Alternative-Darbietung (Best Urban/Alternative Performance):
- „Welcome To Jamrock“ von Damian Marley
- nominiert waren außerdem:
  - „SupaStar“ von Floetry
  - „Dirty Harry“ von den Gorillaz featuring Bootie Brown
  - „Dust“ von Van Hunt
  - „Ghetto Rock“ von Mos Def

Bester R&B-Song (Best R&B Song):
- „We Belong Together“ von Mariah Carey (Autoren: J. Austin, M. Carey, J. Dupri & M. Seal)
- nominiert waren außerdem:
  - „Cater 2 U“ von Destiny’s Child (Autoren: Rodney Jerkins, Beyoncé Knowles, Ricky Lewis, Kelly Rowland, Robert Waller, Michelle Williams)
  - „Free Yourself“ von Fantasia (Autoren: Craig Brockman, Missy Elliott, Nisan Stewart)
  - „Ordinary People“ von John Legend (Autoren: W. Adams, J. Stephens)
  - „Unbreakable“ von Alicia Keys (Autoren: Garry DeWayne Glenn, Alicia Keys, Harold Lily, Kanye West)

Bestes R&B-Album (Best R&B Album):
- Get Lifted von John Legend
- nominiert waren außerdem:
  - Illumination von Earth, Wind & Fire
  - Free Yourself von Fantasia
  - Unplugged von Alicia Keys
  - A Time To Love von Stevie Wonder

Bestes zeitgenössisches R&B-Album (Best Contemporary R&B Album):
- The Emancipation Of Mimi von Mariah Carey
- nominiert waren außerdem:
  - Touch von Amerie
  - Destiny Fulfilled von Destiny's Child
  - Turning Point von Mario
  - O von Omarion

## Rap
Beste Solodarbietung – Rap (Best Rap Solo Performance):
- „Gold Digger“ von Kanye West
- nominiert waren außerdem:
  - „Testify“ von Common
  - „Mockingbird“ von Eminem
  - „Disco Inferno“ von 50 Cent
  - „Number One Spot“ von Ludacris
  - „U Don't Know Me“ von T. I.

Beste Darbietung eines Duos oder einer Gruppe – Rap (Best Rap Performance By A Duo Or Group):
- „Don’t Phunk With My Heart“ von den Black Eyed Peas
- nominiert waren außerdem:
  - „The Corner“ von Common featuring The Last Poets
  - „Encore“ von Eminem featuring Dr. Dre & 50 Cent
  - „Hate It or Love It“ von The Game featuring 50 Cent
  - „Wait (The Whisper Song)“ von den Ying Yang Twins

Beste Zusammenarbeit – Rap/Gesang (Best Rap/Sung Collaboration):
- „Numb/Encore“ von Jay-Z featuring Linkin Park
- nominiert waren außerdem:
  - „1, 2 Step“ von Ciara featuring Missy Elliott
  - „They Say“ von Common featuring Kanye West & John Legend
  - „Soldier“ von Destiny’s Child featuring T. I. & Lil Wayne
  - „Rich Girl“ von Gwen Stefani featuring Eve

Bester Rap-Song (Best Rap Song):
- Diamonds From Sierra Leone von Kanye West (Autoren: D. Harris & Kanye West)
- nominiert waren außerdem:
  - Candy Shop von 50 Cent feat. Olivia (Autoren: Curtis Jackson, Scott Storch)
  - Don’t Phunk With My Heart von den Black Eyed Peas (Autoren: William Adams, Printz Board, Stacy Ferguseon, George Pajon junior)
  - Hate It or Love It von The Game featuring 50 Cent (Autoren: Curtis Jackson, A. Lyon, Jayceon Taylor, M. Valenzano)
  - Lose Control von Missy Elliott featuring Ciara & Fat Man Scoop (Autoren: M. Elliott, C. Harris, G. Isaacs III)

Bestes Rap-Album (Best Rap Album):
- Late Registration von Kanye West
- nominiert waren außerdem:
  - Be von Common
  - The Cookbook von Missy Elliott
  - Encore von Eminem
  - The Massacre von 50 Cent

## Country
Beste weibliche Gesangsdarbietung – Country (Best Female Country Vocal Performance):
- „The Connection“ von Emmylou Harris

Beste männliche Gesangsdarbietung – Country (Best Male Country Vocal Performance):
- „You'll Think Of Me“ von Keith Urban

Beste Countrydarbietung eines Duos oder einer Gruppe (Best Country Performance By A Duo Or Group With Vocal):
- „Restless“ von Alison Krauss And Union Station

Beste Zusammenarbeit mit Gesang – Country (Best Country Collaboration With Vocals):
- „Like We Never Loved At All“ von Faith Hill & Tim McGraw

Bestes Darbietung eines Countryinstrumentals (Best Country Instrumental Performance):
- „Unionhouse Branch“ von Alison Krauss And Union Station

Bester Countrysong (Best Country Song):
- „Bless The Broken Road“ von den Rascal Flatts (Autoren: Bobby Boyd, Jeff Hanna, Marcus Hummon)

Bestes Countryalbum (Best Country Album):
- Lonely Runs Both Ways von Alison Krauss And Union Station

Bestes Bluegrass-Album (Best Bluegrass Album):
- The Company We Keep von der Del McCoury Band

## New Age
Bestes New-Age-Album (Best New Age Album):
- Silver Solstice von Paul Winter Consort

## Jazz
Bestes zeitgenössisches Jazzalbum (Best Contemporary Jazz Album):
- The Way Up von der Pat Metheny Group

Bestes Jazz-Gesangsalbum (Best Jazz Vocal Album):
- Good Night, And Good Luck. von Dianne Reeves

Bestes Jazz-Instrumentalsolo (Best Jazz Instrumental Solo):
- „Why Was I Born?“ von Sonny Rollins

Bestes Jazz-Instrumentalalbum, Einzelkünstler oder Gruppe (Best Jazz Instrumental Album, Individual or Group):
- Beyond The Sound Barrier des Wayne Shorter Quartets

Bestes Album eines Jazz-Großensembles (Best Large Jazz Ensemble Album):
- Overtime der Dave Holland Big Band

Bestes Latin-Jazz-Album (Best Latin Jazz Album):
- Listen Here! von Eddie Palmieri

## Gospel
Beste Gospeldarbietung (Best Gospel Performance):
- „Pray“ von CeCe Winans

Bester Gospelsong (Best Gospel Song):
- „Be Blessed“ von Yolanda Adams (Autoren: Yolanda Adams, James Harris III, Terry Lewis, James Q. Wright)

Bestes Rock-Gospel-Album (Best Rock Gospel Album):
- Until My Heart Caves In von Audio Adrenaline

Bestes zeitgenössisches / Pop-Gospelalbum (Best Pop / Contemporary Gospel Album):
- Lifesong von Casting Crowns

Bestes Southern-, Country- oder Bluegrass-Gospelalbum (Best Southern, Country, or Bluegrass Gospel Album):
- Rock Of Ages ... Hymns & Faith von Amy Grant

Bestes traditionelles Soul-Gospelalbum (Best Traditional Soul Gospel Album):
- Psalms, Hymns & Spiritual Songs von Donnie McClurkin

Bestes zeitgenössisches Soul-Gospelalbum (Best Contemporary Soul Gospel Album):
- Purified von CeCe Winans

Bestes Gospelchor-Album (Best Gospel Choir Or Chorus Album):
- One Voice der Saints Unified Voices unter Leitung von Gladys Knight

## Latin
Bestes Latin-Pop-Album (Best Latin Pop Album):
- Escucha von Laura Pausini

Bestes Latin-Rock-/Alternative-Album (Best Latin Rock / Alternative Album):
- Fijación Oral Vol. 1 von Shakira

Bestes traditionelles Tropical-Latinalbum (Best Traditional Tropical Latin Album):
- Bebo de Cuba von Bebo Valdés

Bestes Salsa- / Merengue-Album (Best Salsa / Merengue Album):
- Son del alma von Willy Chirino

Bestes mexikanisches / mexikanisch-amerikanisches Album (Best Mexican / Mexican-American Album):
- México en la piel von Luis Miguel

Bestes Tejano-Album (Best Tejano Album):
- Chicanisimo von Little Joe y la Familia

## Blues
Bestes traditionelles Blues-Album (Best Traditional Blues Album):
- 80 von B. B. King & Friends

Bestes zeitgenössisches Blues-Album (Best Contemporary Blues Album):
- Cost Of Living von Delbert McClinton

## Folk
Bestes traditionelles Folkalbum (Best Traditional Folk Album):
- Fiddler’s Green von Tim O’Brien

Bestes zeitgenössisches Folkalbum (Best Contemporary Folk Album):
- Fair & Square von John Prine

Bestes Album mit indianischer Musik (Best Native American Music Album):
- Sacred Ground – A Tribute To Mother Earth von verschiedenen Interpreten (Produzent: Jim Wilson)

Bestes Album mit hawaiischer Musik (Best Hawaiian Music Album):
- Masters Of Hawaiian Slack Key Guitar – Vol. 1 von verschiedenen Interpreten (Produzenten: Daniel Ho, Paul Konwiser, Wayne Wong)

## Reggae
Bestes Reggae-Album (Best Reggae Album):
- Welcome To Jamrock von Damian Marley
- nominiert waren außerdem:
  - Our Music von Burning Spear
  - The Trinity von Sean Paul
  - Clothesdrop von Shaggy
  - Black, Gold, Green von Third World

## Weltmusik
Bestes traditionelles Weltmusikalbum (Best Traditional World Music Album)
In The Heart Of The Moon von Ali Farka Touré & Toumani Diabaté
Bestes zeitgenössisches Weltmusikalbum (Best Contemporary World Music Album)
Eletracústico von Gilberto Gil

## Polka
Bestes Polkaalbum (Best Polka Album):
- Shake, Rattle And Polka! von Jimmy Sturr And His Orchestra

## Für Kinder
Bestes Musikalbum für Kinder (Best Musical Album For Children)
Songs From The Neighborhood – The Music Of Mister Rogers von verschiedenen Interpreten (Produzent: Dennis Scott)
Bestes gesprochenes Album für Kinder (Best Spoken Word Album For Children)
Marlo Thomas & Friends: Thanks & Giving All Year Long von verschiedenen Interpreten (Produzenten: Christopher Cerf, Marlo Thomas)

## Sprache
Bestes gesprochenes Album (Best Spoken Word Album):
- Dreams From My Father von Senator Barack Obama

## Comedy
Bestes Comedyalbum (Bestes Comedy Album):
- Never Scared von Chris Rock

## Musical Show
Bestes Musical-Show-Album (Best Musical Show Album):
- Monty Python's Spamalot der originalen Broadway-Darsteller (Produzenten und Komponist/Texter: John Du Prez, Eric Idle)

## Film / Fernsehen / visuelle Medien
Bestes zusammengestelltes Soundtrackalbum für Film, Fernsehen oder visuelle Medien (Best Compilation Soundtrack Album For Motion Picture, Television Or Other Visual Media):
- Ray mit Ray Charles (Produzenten: James Austin, Stuart Benjamin, Taylor Hackford)

Bestes komponiertes Soundtrackalbum für Film, Fernsehen oder visuelle Medien (Best Score Soundtrack Album For Motion Picture, Television Or Other Visual Media):
- Ray (Komponist: Craig Armstrong)
- nominiert waren außerdem:
  - Aviator (Komponist: Howard Shore)
  - Die Unglaublichen (Komponist: Michael Giacchino)
  - Million Dollar Baby (Komponist: Clint Eastwood)
  - Star Wars: Episode III – Die Rache der Sith (Komponist: John Williams)

Bester Song geschrieben für Film, Fernsehen oder visuelle Medien (Best Song Written For Motion Picture, Television Or Other Visual Media):
- „Believe“ von Josh Groban aus dem Film Der Polarexpress (Autoren: Alan Silvestri, Glen Ballard)

## Komposition / Arrangement
Beste Instrumentalkomposition (Best Instrumental Composition)
„Into The Light“ des Billy Childs Ensembles (Komponist: Billy Childs)
Bestes Instrumentalarrangement (Best Instrumental Arrangement)
„The Incredits“ aus dem Film Die Unglaublichen (Arrangeur: Gordon Goodwin)
Bestes Instrumentalarrangement mit Gesangsbegleitung (Best Instrumental Arrangement Accompanying Vocalist(s))
„What Are You Doing the Rest of Your Life?“ von Chris Botti & Sting (Arrangeure: Billy Childs, Gil Goldstein, Heitor Pereira)

## Packages
Bestes Aufnahme-Paket (Best Recording Package)
The Forgotten Arm von Aimee Mann (Künstlerische Leitung: Aimee Mann, Gail Marowitz)
Beste Box oder limitierte Spezialausgabe (Best Boxed Or Special Limited Edition Package)
The Legend von Johnny Cash (Künstlerische Leitung: Ian Cuttler)

## Album-Begleittext
Bester Album-Begleittext (Best Album Notes):
- The Complete Library Of Congress Recordings By Alan Lomax von Jelly Roll Morton (Verfasser: John Szwed)

## Historische Aufnahmen
Bestes historisches Album (Best Historical Album):
- The Complete Library Of Congress Recordings By Alan Lomax von Jelly Roll Morton (Produzenten: Jeffrey Greenberg, Anna Lomax Wood; Mastering-Technik: Adam Ayan, Steve Rosenthal)

## Raumklang
Bestes Raumklang-Album (Best Surround Sound Album):
- Brothers In Arms – 20th Anniversary Edition von den Dire Straits (Techniker: Chuck Ainlay, Bob Ludwig; Produzenten: Chuck Ainlay, Mark Knopfler)

## Produktion (Klassische Musik)
Beste Abmischung eins Albums, klassische Musik (Best Engineered Album, Classical):
- Mendelssohn: The Complete String Quartets des Emerson String Quartets (Techniker: Da-HOng Seetoo)

Produzent des Jahres, klassische Musik (Producer Of The Year, Classical):
- Tim Handley

## Klassische Musik
Bestes Klassik-Album (Best Classical Album):
- Bolcom: Songs Of Innocence And Of Experience des University Of Michigan School Of Music Symphony Orchestra

Beste Orchesterdarbietung (Best Orchestral Performance):
- Schostakowitsch: Symphonie Nr. 13 des Symphonieorchesters des Bayerischen Rundfunks

Beste Opernaufnahme (Best Opera Recording):
- Verdi: Falstaff des London Symphony Orchestra

Beste Chordarbietung (Best Choral Performance):
- Bolcom: Songs Of Innocence And Of Experience des University Of Michigan School Of Music Symphony Orchestra

Beste Soloinstrument-Darbietung mit Orchester (Best Instrumental Soloist(s) Performance with Orchestra):
- Beethoven: Klavierkonzert Nr. 2 und 3 von Martha Argerich und dem Mahler Chamber Orchestra unter Claudio Abbado

Beste Soloinstrument-Darbietung ohne Orchester (Best Instrumental Soloist(s) Performance without Orchestra):
- Scriabin, Medtner, Strawinski von Jewgeni Kissin

Beste Kammermusik-Darbietung (Best Chamber Music Performance):
- Mendelssohn: The Complete String Quartets des Emerson String Quartet

Beste Darbietung eines Kleinensembles (Best Small Ensemble Performance):
- Boulez: Le marteau sans maître, Dérive 1 & 2 von Hilary Summers und dem Ensemble intercontemporain unter Leitung von Pierre Boulez

Beste klassische Gesangsdarbietung (Best Classical Vocal Performance):
- Bach: Kantaten von Thomas Quasthoff

Beste zeitgenössische klassische Komposition (Best Classical Contemporary Composition):
- Songs Of Innocence And Of Experience von William Bolcom

Bestes klassisches Crossover-Album (Best Classical Crossover Album):
- 4 + Four des Turtle Island String Quartet & Ying Quartet

## Musikvideo
Bestes Musik-Kurzvideo (Best Short Form Music Video):
- „Lose Control“ von Missy Elliott featuring Ciara & Fat Man Scoop (Regie: Missy Elliott, Dave Meyers; Produzent: Joseph Sasson)

Bestes Musik-Langvideo (Best Long Form Music Video):
- No Direction Home – Bob Dylan von Bob Dylan (Regie: Martin Scorsese; Produzenten: Margaret Bodde, Susan Lacy, Jeff Rosen, Martin Scorsese, Nigel Sinclair, Anthony Wall)

## Special Merit Awards

### Grammy Lifetime Achievement Award
- David Bowie
- Richard Pryor
- Cream
- Merle Haggard
- Robert Johnson
- Jessye Norman
- The Weavers

Trustees Award
- Chris Blackwell
- Owen Bradley
- Al Schmitt